# Birsteinia vitjasi
Birsteinia vitjasi är en ringmaskart som beskrevs av Ivanov 1952. Birsteinia vitjasi ingår i släktet Birsteinia och familjen skäggmaskar. Inga underarter finns listade i Catalogue of Life.